# Johann Viktor Kirsch
Johann Viktor Kirsch (Marpingen, 15 febbraio 1891 – Landsberg am Lech, 28 maggio 1946) è stato un militare tedesco, sottufficiale responsabile per alcuni sottocampi di Dachau.

## Biografia
Secondo quanto riportato nel documento di registrazione recuperato dalla sezione NSDAP della sua città natale, pare che Kirsch si fosse iscritto il 1º maggio 1933. Nel 1942 fu arruolato nella Wehrmacht e due anni più tardi, nell'estate del 1944, entrò a far parte delle Waffen-SS. Dopo aver trascorso tre settimane di addestramento nel campo di concentramento di Auschwitz, venne trasferito a quello di Dachau il 16 agosto 1944, dove diresse i lavori di costruzione dei campi di concentramento di Kaufering.
Arrestato a Miesbach nel 1945, il 15 novembre dello stesso anno, durante il processo di Dachau, venne accusato di crimini di guerra e condannato a morte il 13 dicembre, con altri trentacinque co-imputati.  Nella sentenza, il grave abuso che portò alla sua condanna a morte furono gli eccessi individuali di Kirsch, tra i quali il colpire i prigionieri con una sbarra di ferro e la separazione di bambini e genitori come parte della "Campagna per bambini" a Kaufering 
Venne impiccato il 28 maggio 1946 nella prigione per criminali di guerra a Landsberg am Lech.